# Septembre 1695
Le mois de septembre 1695 est le 9e mois de l'année 1695.

## Naissances
- 3 septembre : Pietro Locatelli (mort le 30 mars 1764), violoniste virtuose et compositeur italien de musique baroque
- 4 septembre : Jacques-André Portail (mort le 5 novembre 1759), peintre français
- 5 septembre : Carl Gustaf Tessin (mort le 7 janvier 1770), aristocrate et homme politique suédois
- 7 septembre : François Hus (mort en 1774), comédien et chef de troupe français
- 10 septembre : Johann Lorenz Bach (mort le 14 décembre 1773), compositeur, organiste et maître de chapelle à Lahm
- 20 septembre : Claude Charles de Rouvroy de Saint Simon (mort le 29 février 1760), prélat catholique, évêque de Metz
- 22 septembre : Mathias Chardon (mort le 21 octobre 1771), historien et ecclésiastique français
- 26 septembre : Jean-Charles de Ségur (mort le 29 septembre 1748), prélat français

## Décès
- 15 septembre : Giacomo de Angelis (né le 13 octobre 1610), prélat catholique
- 21 septembre : Federico Veterani (né en 1643), General der Kavallerie autrichien